# Anisomysis kunduchiana
Anisomysis kunduchiana är en kräftdjursart som beskrevs av Mihai Bacescu 1975. Anisomysis kunduchiana ingår i släktet Anisomysis och familjen Mysidae. Inga underarter finns listade i Catalogue of Life.